# Urban von Unger
Urban von Unger (* 7. Juni 1786 in Braunschweig; † 6. März 1858 in Goslar) war ein deutscher Geologe und Bergrat.

## Leben
Urban von Unger wurde 1786 in Braunschweig als Sohn von Friedrich Bodo von Unger (1725–1819) und der Johanna Sofie Friederike geb. Cleve (1767–1837) geboren. Er studierte von 1804 bis 1806 Rechtswissenschaft und Kameralistik in Göttingen und Heidelberg. Anschließend war er von 1807 bis 1819 als Leiter einer chemischen Fabrik im heutigen Salzgitter tätig. Er folgte 1819 seinem Vater als Administrator der Saline Liebenhalle in Salzgitter, welches Amt er bis 1839 allein und nachfolgend bis zu seinem Tod gemeinsam mit seinem Schwiegersohn Albert Schloenbach versah. Im Jahr 1831 erhielt er den Titel Bergrat verliehen. Von 1839 bis 1858 war er „Dirigent“ des Communion-Unterharzischen Bergamts Goslar. Von Unger starb 1858 im Alter von 71 Jahren in Goslar.
Von Unger erforschte und beschrieb die Eisenerzlager des Höhenzuges zwischen Harzrand und Salzgitter. Seine Arbeit Geognostische Beschreibung eines an der Nordseite des Harzes anfangenden, von Immenrode bis Hildesheim sich erstreckenden Höhenzuges und der darin befindlichen Eisensteinlager erschien 1843.